# Politische Linke

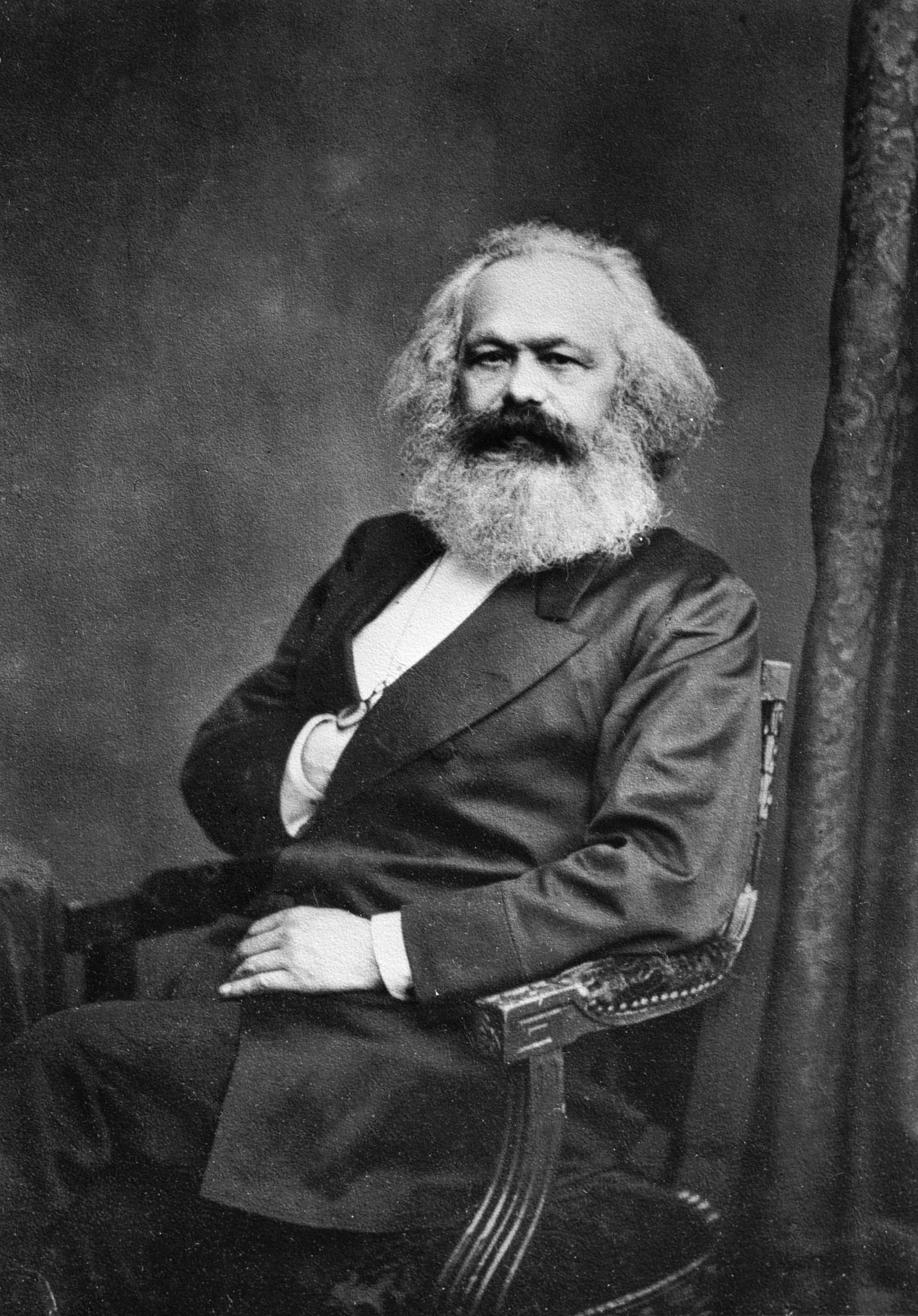
Karl Marx (1875), wichtige Gestalt der politischen Linken

Unter der politischen Linken werden relativ breit gefächerte weltanschauliche Strömungen des politischen Spektrums verstanden (siehe auch Links und rechts#Politik). Die mitunter weit voneinander entfernten Strömungen der politischen Linken eint dabei, dass sie von der Gleichwertigkeit der Menschen ausgehen und den Egalitarismus unterstützen, oft, indem sie sich gegen den Erhalt sozialer Hierarchien stellen. Mit linker Politik werden sehr unterschiedliche Umsetzungsversuche jener ideologischen Ansätze bezeichnet, welche die Aufhebung von Ungleichheit und als Unterdrückung begriffenen Sozialstrukturen zugunsten der wirtschaftlich oder gesellschaftlich Benachteiligten zum Ziel haben. Ihr traditioneller Gegenpol ist die politische Rechte. Bereits während der ersten – der „großen“ – Französischen Revolution (1789–1799) angewandt, hat sich der Begriff der politischen Linken (und deren Gegenpol) während der sogenannten Julimonarchie in Frankreich nach der Julirevolution von 1830 für die Einteilung der parlamentarischen Sitzordnung etabliert. Inhaltlich wurden damals unter der Linken zunächst alle in Opposition gegenüber den tradierten, monarchischen Herrschaftsformen der europäischen Staatsgebilde der Frühen Neuzeit stehenden politischen Vorstellungen subsumiert. In diesem Verständnis wurden mit der Linken tendenziell antimonarchistische und republikanische, auch am klassischen Liberalismus orientierte politische Strömungen bezeichnet.
Im heutigen Sprachgebrauch wird unter einer „linken“ politischen Positionierung in der Regel eine Haltung verstanden, die sich ideologisch von mehr oder weniger ausgeprägten und gefestigten sozialistischen Grundsätzen ableitet. Er wird vor allem angewendet auf den Kommunismus und den Anarchismus, historisch stärker, in der Gegenwart eingeschränkter auch auf die Sozialdemokratie und bisweilen den Sozialliberalismus oder Linksliberalismus.
Obwohl die Einteilung der politischen Pole in rechts und links angesichts der Komplexität der modernen Anforderungen in der gesellschaftspolitischen Praxis sowohl auf nationalstaatlich-innenpolitischer und mehr noch auf internationaler Ebene zunehmend umstritten ist, ist eine entsprechende Einordnung im alltäglichen Sprachgebrauch weiterhin üblich und auch in der Öffentlichkeit, zum Beispiel in den Massenmedien, verbreitet. Sie dient beispielsweise sowohl der eigenen weltanschaulichen Standortbestimmung und Identifikation von Individuen, politischen Gruppen und Parteien als auch der Abgrenzung von politischen Gegnern.

## Definition und Geschichte

Klassisches politisches Links-rechts-Spektrum

Die politische Linke versucht, eine herkömmliche, meist als reaktionär oder konservativ verstandene Politik, welche am Rückschritt auf ehemalige (reaktionäre) oder Erhalt der bestehenden (konservativen) Staats- und Gesellschaftsstrukturen ausgerichtet ist, zu überwinden. Dem wird eine progressive, das heißt als fortschrittlich verstandene Politik entgegengesetzt. Diese versucht, durch Reformen des Bestehenden, nicht selten auch durch revolutionäre Aktivitäten, neue soziale, ökonomische und politische Verhältnisse zum Vorteil der eher unterprivilegierten Bevölkerungsschichten durchzusetzen.

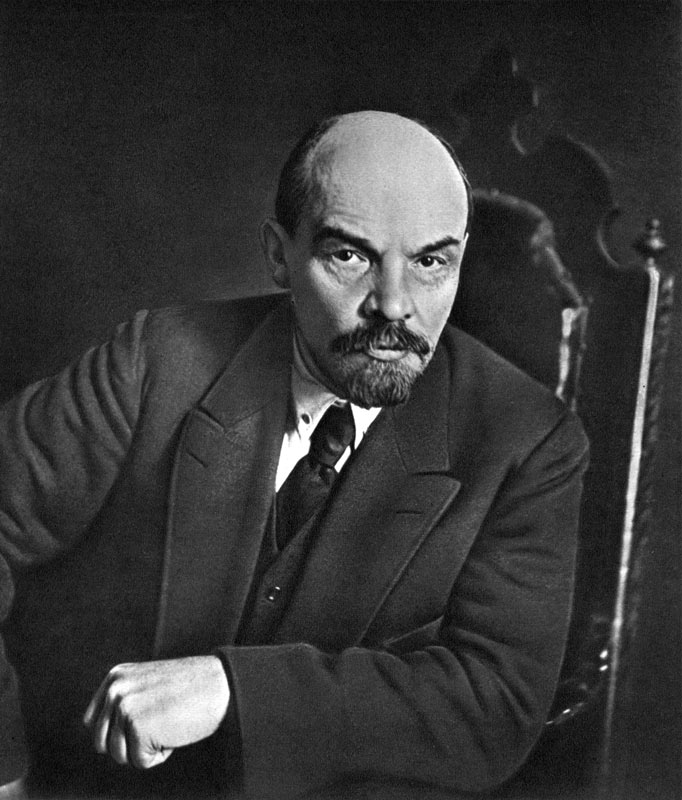
Wladimir Iljitsch Lenin, begründete die Sowjetunion

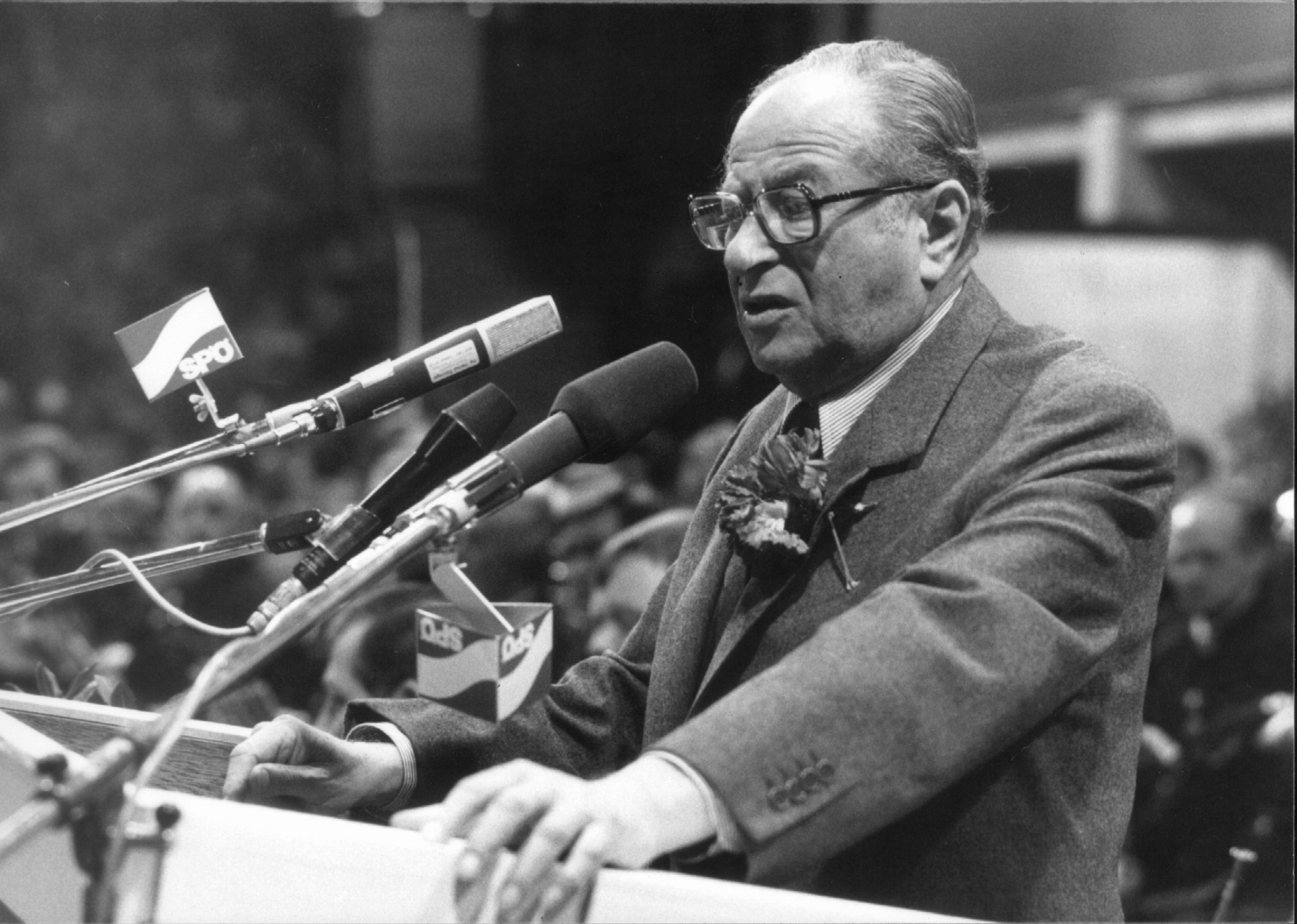
Bruno Kreisky – historisches Gesicht der Linken in Österreich

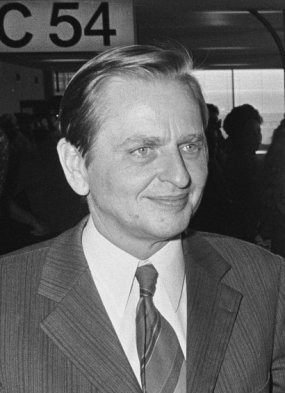
Olof Palme in Schweden (1974)

Ein klassisches Politikverständnis der Linken ist geprägt von einem egalitären Menschenbild, das heißt: Sie betrachtet unter anderem die „Gleichberechtigung aller Menschen“, unabhängig von nationalen, ethnischen, geschlechtlichen und anderen Gruppenzugehörigkeiten, als anzustrebendes politisches Ziel – gemäß den Idealen der Französischen Revolution „Freiheit, Gleichheit, Brüderlichkeit“ (liberté, égalité, fraternité). Daraus abgeleitet wurde und wird bis heute auch eine Politik der Chancengleichheit für alle Bevölkerungsschichten und die Forderung nach gleichem Zugang zum gesellschaftlichen, gerade auch materiellen, Reichtum. Das Prinzip der sozialen Gerechtigkeit führte und führt bis zur Forderung nach einer gleichen Wohlstandsverteilung, Vergesellschaftung oder Verstaatlichung der Produktionsmittel und – in der Idealvorstellung des Kommunismus – zum Ziel einer klassenlosen Gesellschaft, oder im Anarchismus zu einer herrschaftsfreien, nicht staatlich strukturierten Gesellschaft.
Hervorgegangen aus den radikaldemokratischen und größtenteils antimonarchistischen liberalen Strömungen des frühen 19. Jahrhunderts, werden heute wesentlich vom Sozialismus in seinen unterschiedlichen Ausprägungen inspirierte Umsetzungsversuche der entsprechenden Weltanschauungen als linke Politik angesehen.
Unabhängig von der grundlegenden ideologischen Ausrichtung existieren bis heute in allen, auch in den als eher „rechts“ verstandenen (konservativ bis reaktionär geprägten) politischen Parteien, Organisationen und Gruppierungen sogenannte „linke Flügel“. Diese übernehmen in Einzelaspekten, beispielsweise zum Anspruch auf soziale Gerechtigkeit (zum Teil nur für bestimmte Teile der Bevölkerung), Forderungen, die aus den Idealen der klassischen Linken abgeleitet sind und die in den entsprechenden Parteien eine mehr oder weniger tolerierte Randposition einnehmen. Der „linke Flügel“ der von aus ihrem Selbstverständnis heraus sich bereits als links (meist sozialdemokratisch, sozialistisch oder kommunistisch) verstehenden Parteien klagt oft eine konsequentere, radikalere (grundsätzlichere) Umsetzung des „linken“ Anspruches ein und steht meist am Rande des innerparteilichen Spektrums – ebenso wie der „rechte Flügel“ als dessen Gegenpart, den es entsprechend ebenfalls in jeder Partei gibt. Insofern sind die etikettierenden Begriffe „links“ und „rechts“ – bezogen auf das politische Spektrum – immer auch relativ zu dem zu sehen, was in der Gesellschaft eines Landes als „politische Mitte“ betrachtet wird.
Oftmals unterscheidet man zwischen linken Positionen auf kultureller Ebene, z. B. ein Einsetzen für Feminismus und LGBT-Rechte, und linken Positionen auf ökonomischer Ebene, z. B. Forderungen nach staatlicher Umverteilung. Ersteres wird im englischen Sprachraum auch social liberal (linksliberal) genannt.

### Ursprünge
Die Unterscheidung der politischen „Linken“ und „Rechten“ in einem Parlament geht laut zeitgenössischen Mitschriften auf die Sitzordnung der Delegierten bei der Einberufung der Generalstände und der nachfolgenden Konstituante im Übergang zur französischen Nationalversammlung zwischen 1789 und 1791 zurück. Dort war der traditionell „ehrenvollere“ Sitz rechts vom Parlamentspräsidenten dem Adel als tonangebende Schicht des Ancien Régime vorbehalten, so dass das Bürgertum links saß. Von Frankreich aus breitete sich die Links-rechts-Unterscheidung in ganz Europa aus. Im Deutschen Bund konstituierte sich das aus der Märzrevolution hervorgegangene Paulskirchenparlament von 1848 nach dem Muster der französischen Nationalversammlung. Hier saßen die republikanischen Abgeordneten, die den Sturz der damaligen monarchisch strukturierten deutschen Fürstentümer forderten, links, während die Vertreter des Status quo sowie die Befürworter einer konstitutionellen gesamtdeutschen Monarchie rechts von ihnen Platz nahmen.
Später wurde diese Sitzordnung – wiederum auf internationaler Ebene – auf ein vielfältigeres Spektrum politischer Fraktionen übertragen. Von reaktionären oder auch nationalistischen Parteien auf der rechten Seite über konservative, liberale oder bürgerliche Parteien reicht das klassische Halbrund nun bis hin zu sozialdemokratischen, sozialistischen und kommunistischen, bald auch ökologisch ausgerichteten Parteien auf der linken Seite. Im Zentrum dieser von verschiedenen Faktoren abhängigen Auffächerung der politischen Auffassungen läge die politische Mitte.

### Parlamentarische Linke

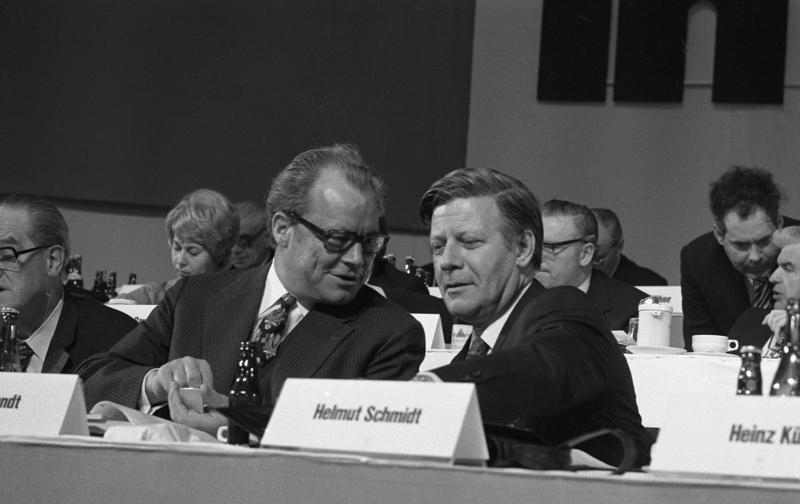
Willy Brandt und Helmut Schmidt auf dem SPD-Parteitag 1973

Im engeren Sinn fordern die Anhänger einer parlamentarischen linken Politik in der Moderne oft Sozialleistungen und staatliche Interventionen in Wirtschaftsfragen, um die materielle Situation von Menschen in Armut zu verbessern.

### Außerparlamentarische Linke
Von jeher war linke Politik nicht nur auf Parlamentspolitik beschränkt. Schon im 19. Jahrhundert blieben linke Parteien und Gruppen über relativ große Zeiträume hinweg aus Parlamenten ausgegrenzt, waren verboten oder infolge eines Zensuswahlrechts in der Relation zu den tatsächlichen Mehrheitsverhältnissen in der Bevölkerung nur unterrepräsentiert in den Kammerparlamenten vertreten. Dies galt insbesondere für sozialistisch inspirierte Zusammenschlüsse, die gerade im 19. Jahrhundert, aber auch bis in die Gegenwart hinein revolutionäre Umwälzungen anstrebten und teilweise auch umsetzten. Entsprechend waren diese Gruppen auch immer vor Ort aktiv an Revolutionen, Aufständen, Revolten und anderen sozialen (Klassen-)Kämpfen über die gesamte Neuzeit hinweg beteiligt oder führten diese an.
Außerparlamentarisch existieren heute viele politische Gruppierungen mit unterschiedlicher Wirkungskraft, die sich auf linke Positionen beziehen. Die inhaltlichen Vorstellungen darüber, was linke Politik mit welchen Mitteln anstrebt, sind sehr heterogen.

### Die Linke nach dem Zweiten Weltkrieg
In der Nachkriegszeit
Nach dem Zerfall der Sowjetunion
Durch den Zerfall der Sowjetunion wurde der Kapitalismus als das „Ende der Geschichte“ angesehen, was die Position der Arbeiterbewegung und der Gewerkschaften schwächte und ein Fortschreiten der neoliberalen Politik begünstigte. Sowohl sozialdemokratische als auch konservative Parteien in Europa rückten (wirtschaftlich) weiter nach rechts und näherten sich der neoliberalen Politik von Ronald Reagan und Margaret Thatcher an. Der Dritte Weg von Schröder-Blair bildete den Leitgedanken der sozialdemokratischen Parteien nach 1989.
Diese Entwicklung führte zu einem politischen Vakuum auf der linken Seite des politischen Spektrums. In dieses Vakuum stießen in Europa neue linke Parteien, wie Die Linke in Deutschland oder die Partito della Rifondazione Comunista in Italien. In vielen Fällen führten interne Reformen und theoretische Entwicklungen zur Entstehung einer neuen Art von linker Politik, die offener für verschiedene Traditionen ist, sich mit sozialen Bewegungen verbindet und neben einem marxistisch geprägten Sozialismus auch eine grüne, feministische, antirassistische und pazifistische Politik unterstützt. Durch ihre Forderungen zum Erhalt des Lebensstandards, der Verteidigung des Wohlfahrtstaates und durch ihre Opposition zum Vertrag von Maastricht, der eine neoliberalen Austeritätspolitik durchsetzen wollte, konnten sich diese linken Parteien parlamentarisch etablieren und oft bis zu 10 % der Wählerstimmen erhalten.

#### Kritik
Die US-amerikanische Politikwissenschaftlerin und Feministin Nancy Fraser kritisierte 2003, dass sich die Linke mit dem Erstarken des Neoliberalismus ein neues Betätigungsfeld gesucht habe. Weil ihr die Mittel aus der Hand genommen worden sei, die soziale Frage machtpolitisch zu stellen, verlege sie sich auf das Feld der symbolischen Anerkennung: Niemand dürfe als „Konsument“ diskriminiert werden. Damit schließe die Linke unwillentlich ein Bündnis, das Nancy Fraser „progressiven Neoliberalismus“ nennt. Ähnlich argumentierte der Kulturwissenschaftler Simon Schleusener, der bezüglich des US-Wahlkampfes 2016 analysierte, dass innerhalb des heutigen linken Mainstreams Themen der symbolischen Anerkennung basierend auf Anti-Rassismus, Anti-Sexismus und Anti-Homophobie dominieren würden. Er nennt diesen heutigen linken Mainstream cultural left („kulturalistische Linke“). Diese „kulturalistische Linke“ habe sich von der einfachen Bevölkerung, der Mittelklasse und Arbeiterklasse thematisch entfernt und würde die Klassenpolitik vernachlässigen. Das habe mit zum Aufstieg rechtspopulistischer Bewegungen beigetragen, welche die durch die „kulturalistische Linke“ vernachlässigte einfache Bevölkerung abgeholt habe. Im Jahre 2022 gab Fraser gegenüber dem Jacobin allerdings an, dass sich das Interesse an einer Kapitalismuskritik in letzter Zeit wieder gesteigert habe. Sie beobachte eine „Renaissance gewerkschaftlicher Organisierung, selbst in den USA“ und ein „Revival“ von Marxismus, marxistischem Feminismus und Ökomarxismus.

## Psychologische Aspekte
Studien aus der Politikwissenschaft legen einen Zusammenhang zwischen Persönlichkeitsmerkmalen und politischer Einstellung nahe. Dabei konzentrieren sich Studien vor allem auf das Konzept der „Big Five“, das fünf grundlegende Persönlichkeitsmerkmale definiert. Beispielsweise wurde gezeigt, dass Menschen mit einem hohen Maß an Offenheit für Erfahrungen (hohe Kreativität, hohes Vorstellungsvermögen und Neugierde) mit größerer Wahrscheinlichkeit politisch links eingestellt sind.
Auch bei moralischen Urteilen finden sich Unterschiede zu anderen politischen Gruppen. Personen aus dem linken Spektrum nutzen vor allem Fairness und Fürsorge als moralische Grundlage, während bei Personen aus dem rechten Spektrum zusätzlich auch Autorität, Freiheit, Loyalität und Reinheit als moralische Grundlage verwendet werden. Dies basiert auf Forschung des Moralpsychologen Jonathan Haidt. Seine Theorie geht davon aus, dass Menschen intuitiv moralische Urteile bilden und dabei unterschiedliche moralische Grundlagen verwenden. Studien aus den USA zeigen außerdem, dass autoritäre Persönlichkeiten seltener im linken Spektrum vorkommen als im rechten.
Des Weiteren wurde ein Zusammenhang mit der Empathiebereitschaft gefunden: Politisch links eingestellte Personen sind eher bereit, Empathie für hilfebedürftige Personen zu empfinden. Allerdings ist die Stärke des Effektes abhängig vom Kontext. Für Mitglieder der eigenen politischen Gruppe ist die Empathiebereitschaft höher als für Nicht-Mitglieder, was sowohl für Linke als auch andere politische Überzeugungen gefunden wurde (vgl. Eigengruppenbevorzugung und Fremdgruppenabwertung).
Untersuchungen in der Sozialpsychologie deuten darauf hin, dass politisch Linke im Vergleich zu politisch Rechten grundsätzlich weniger Vorurteile haben. Dagegen argumentieren Vertreter der „Ideologie-Konflikt-Hypothese“, dass sich die untersuchten Vorurteile typischerweise auf Gruppen beziehen, die mit einer linken politischen Orientierung assoziiert werden (z. B. ethnische Minderheiten). Würde man Vorurteile gegenüber Gruppen untersuchen, die eher mit einer rechten politischen Orientierung assoziiert werden (z. B. Abtreibungsgegner), würde sich zeigen, dass politisch Linke mehr Vorurteile gegenüber diesen Gruppen haben.
In der Forschung zum Einfluss von Intelligenz zeigt sich eine positive Korrelation mit eher liberalen Einstellungen. Dieser Zusammenhang ist allerdings nicht sehr stark.

## Das Verhältnis der europäischen Linken zu Kolonialismus und Einwanderung

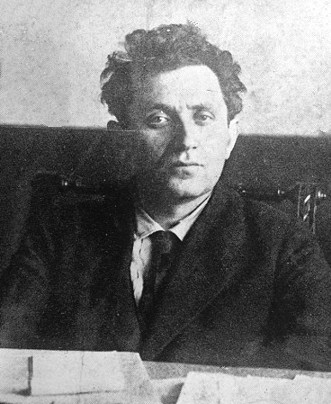
Grigori Sinowjew

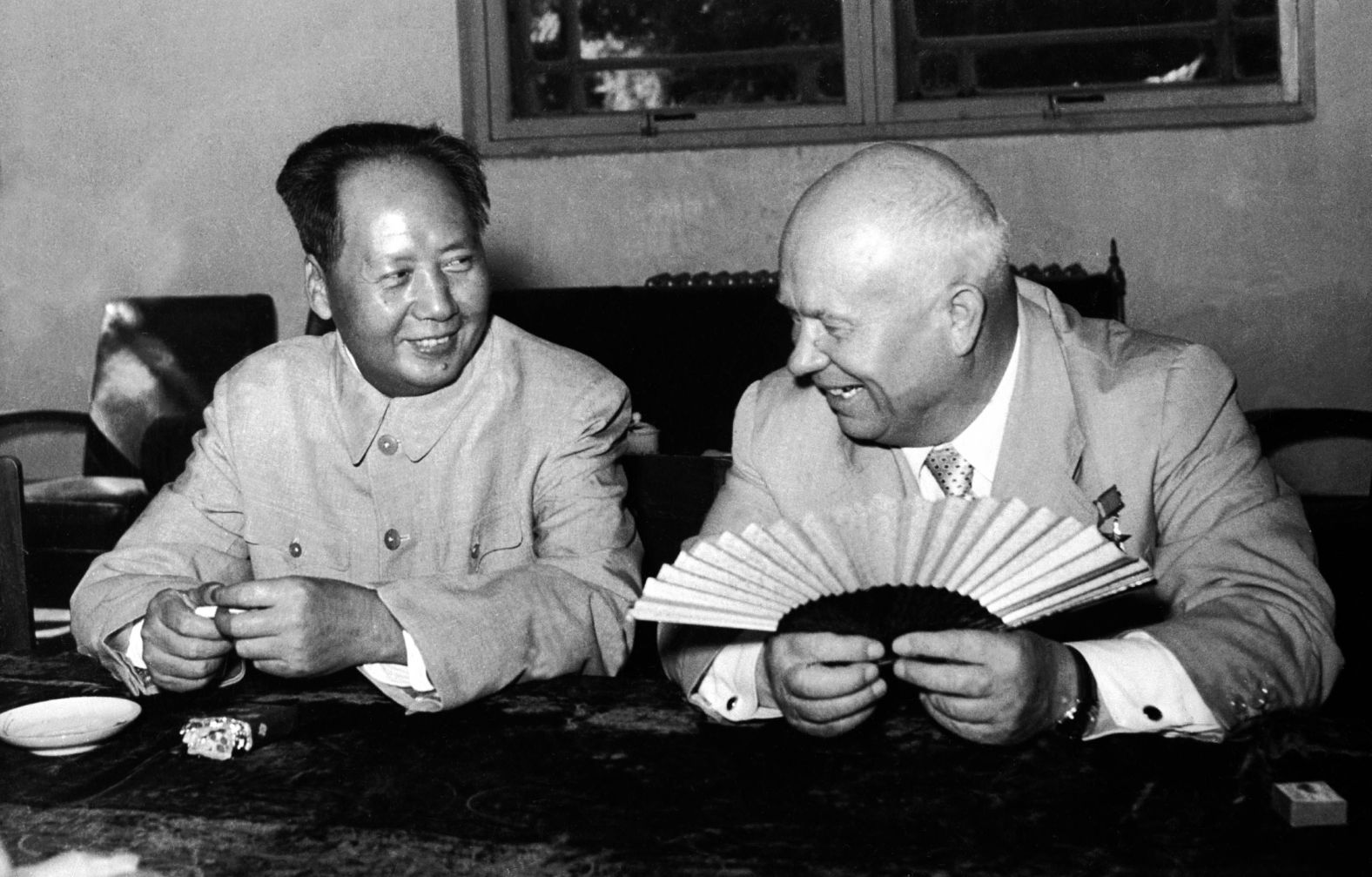
Mao und Chruschtschow (1958)

Caroline Fourest stellt in ihrem Buch La tentation obscurantiste (Der Versuch des Obscurantismus, 2005) fest, dass die wichtigsten Bezugspunkte der europäischen Linken während des Zweiten Weltkriegs und danach der antitotalitäre Kampf einerseits, die Entkolonialisierung und der Antiimperialismus andererseits waren. Lange Zeit konnten beide konfliktlos nebeneinander existieren. Nach dem Erstarken des Islamismus in den islamischen Ländern und muslimischen Einwanderergruppen sei die Linke heute in der Frage gespalten, ob sie ihn als totalitäre Ideologie bekämpfen oder als Ausdruck einer antiimperialistischen Strömung unterstützen solle (wie dies Judith Butler tut).
Die Frage nach dem Verhältnis von sozialer Umwälzung und Kultur ist jedoch mindestens so alt wie die kommunistische Bewegung: Bereits zu Zeiten der jungen Sowjetunion gab es heftige Auseinandersetzungen um die Frage, ob man die in den antikolonialen und antiimperialistischen Bewegungen verankerten (national-)kommunistischen Parteien in den feudalen islamischen Ländern rund um das Kaspische Meer als zuverlässige Bündnispartner akzeptieren könne. So riet Lenin zur Vorsicht, während Sinowjew als Vertreter der Komintern auf dem „Kongress der Völker des Orients“ 1920 in Baku zum „Heiligen Krieg […] gegen den britischen Imperialismus“ aufrief, worauf viele Delegierte begeistert ihre Säbel zogen, während er kurz darauf dafür plädierte, die „Macht der Mullahs im Orient mit Gewalt zu brechen“ und mit Abfall beworfen wurde. Der Zusammenschluss der transkaukasischen Staaten in der Transkaukasischen SFSR 1922 gegen die Widerstände der nationalkommunistischen Akteure führte letzten Endes zu deren Unterdrückung und zur Verstärkung des antireligiösen Kampfes.

## Medien
- Frank Capellan, Barbara Schmidt-Mattern und Falk Steiner: Links der Mitte – Drei Parteien und die neue soziale Frage, Deutschlandfunk – „Hintergrund“ vom 3. September 2018